# Tuhu
Koordinaten: 58° 36′ N, 23° 51′ O
Tuhu (deutsch Tuhho) ist ein Dorf (estnisch küla) in der Landgemeinde Lääneranna im Kreis Pärnu (bis 2017: Landgemeinde Lihula im Kreis Lääne).

## Einwohnerschaft und Lage
Der Ort hat neun Einwohner (Stand 31. Dezember 2011). Seine Fläche beträgt 9,1 km².
Westlich des Dorfes fließt der Fluss Tuudi (Tuudi jõgi).

## Niedermoor

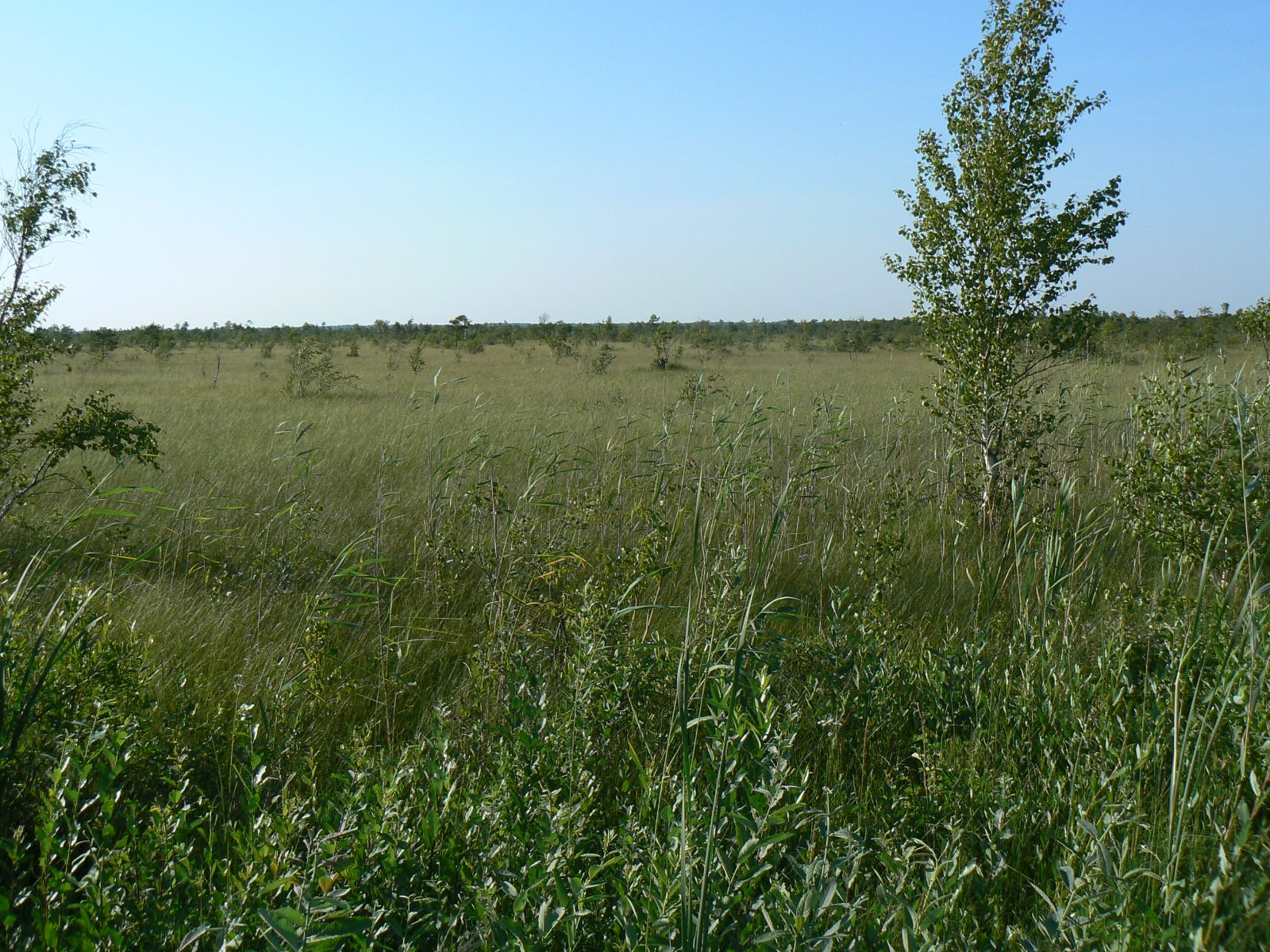
Im Moor von Tuhu

Südlich liegt das Niedermoor von Tuhu (Tuhu soo). Das 3710,2 Hektar große Gebiet steht seit 1981 unter Naturschutz. Seit 1999 ist es als Landschaftsschutzgebiet ausgewiesen (Tuhu maastikukaitseala). Durch das Moor führt ein Wanderweg. Früher gab es auch einen Aussichtsturm.
Die Fauna ist artenreich. Unter besonderem Schutz stehen unter anderem Steinadler, Auerhuhn, Kranich und Birkhuhn.